# Al-Kudajr
Al-Kudajr (arab. ‏الكدير‎) – wieś w Syrii, w muhafazie Himsu. W spisie 2004 roku liczyła 694 mieszkańców.
Podczas wojny w Syrii zajmowana przez terrorystów ISIS; odbita 14 sierpnia 2017 przez syryjską armię.